# Abdul Bahar-ud-Din Rahum
Abdul Bahar-ud-Din Rahum (20 de outubro de 1949) é um ex-ciclista malaio. Representou seu país, Malásia, nos Jogos Olímpicos de Verão de 1972 em Munique, onde foi integrante da equipe malaia de ciclismo que terminou em trigésimo quinto lugar nos 100 km contrarrelógio por equipes.